# Сюрек (річка)
Сюре́к (Сурек; рос. Сюрек, Сурек) — річка в Удмуртії (Сюмсинський район), Росія, права притока Вали.
Довжина річки становить 18 км. Бере початок на околиці присілку Васькіно на території Кільмезької низовини, впадає до Вали навпроти присілку Сюрек. Напрямок річки в основному на південь, в нижній течії на південний захід. Середня та нижня течії заболочені. Притоки короткі та дрібні. У населених пунктах Васькіно та Кузьміно річку перетинає автодорога, в нижній течії збудовано залізничний міст.
Над річкою розташовані присілки Васькіно та Кузьміно.